# San Savino (Cremona)
San Savino è un quartiere del comune di Cremona posto in campagna ad oriente del Centro.

## Storia
La località era un piccolo villaggio agricolo di antica origine del Contado di Cremona con 245 abitanti a metà Settecento.
In età napoleonica, dal 1810 al 1816, San Savino fu già località di Cremona, recuperando però l'autonomia con la costituzione del Regno Lombardo-Veneto.
Subito dopo l'unità d'Italia, nel 1862, il comune di San Savino venne annesso alle Duemiglia di Cremona.